# Aleksandrs Koliņko
Aleksandrs Koliņko (* 18. Juni 1975 in Riga) ist ein ehemaliger lettischer Fußballtorhüter. Er bestritt insgesamt 93 Länderspiele für sein Land.

## Karriere

### Verein
Koliņko begann seine Karriere 1994 beim lettischen Klub Interskonto Riga. Zum Folgejahr wechselte der Torhüter zu Skonto-Metals, ehe es ihn 1996 zum lettischen Rekordmeister Skonto Riga zog. Mit Skonto konnte Koliņko zwischen 1997 und 2000 vier Mal in Folge die nationale Meisterschaft gewinnen, sowie 1997, 1998 und 2000 den lettischen Pokal. Nachdem er sich als Stammtorhüter durchsetzen konnte und gute Leistungen für seinen Klub zeigte, wurden auch ausländische Klubs auf ihn aufmerksam. 2000 unterzeichnete Koliņko schließlich beim englischen Klub Crystal Palace einen Vertrag. Mit Crystal spielte der Torhüter in den folgenden 2 ½ Jahren in der Football League First Division. Für einen Eklat sorgte Koliņko, als er bei einem Spiel seines Teams nur auf der Bank saß und bei einem Treffer gegen seine Mannschaft Beifall klatschte. Durch diese Aktion entschlossen sich beide Parteien, wieder getrennte Wege zu gehen, und Koliņko wurde entlassen. In der russischen Liga, beim FK Rostow, fand der Torwart wieder einen neuen Klub, wechselte aber nach nur kurzer Zeit zu Rubin Kasan. 2008 wurde Koliņko mit Rubin russischer Meister, verließ den Klub jedoch anschließend, um wieder in seine Heimat zurückzukehren, wo er von Olimps Riga verpflichtet wurde. Nach nur wenigen Monaten wurde der Vertrag wieder aufgelöst und Koliņko wechselte zum rumänischen Klub Dinamo Bukarest. Nachdem er dort jedoch zu keinem Ligaeinsatz kam, tauschte er zum dritten Mal im Jahre 2009 den Verein und unterzeichnete erneut in seiner Heimat bei FK Ventspils. Mit dem FKV gewann Koliņko die Baltic League 2009/10. Im Sommer 2010 wechselte der inzwischen 35-Jährige erneut ins Ausland und schloss sich dem Premjer-Liga-Verein Spartak Naltschik an, wo er mit dem finnischen Nationaltorhüter Otto Fredrikson um den Status der Nummer eins konkurrierte. Nach nur einem halben Jahr wurde im Februar 2011 bekannt, dass der Torhüter Spartak wieder verlassen wird und zum russischen Zweitligisten Baltika Kaliningrad wechselt. Dort ist er seither Ersatztorhüter für den seit 2002 dem Klub angehörigen Aleksei Rogachyov. Im Juni 2015 schloss er sich dem FK Spartaks Jūrmala an, wo er wenige Wochen später seine Laufbahn beendete.

### Nationalmannschaft
Koliņko wurde 1997 zum Nationalspieler seines Heimatlandes, als er am 7. Juli des Jahres im Spiel gegen Estland eingesetzt wurde. Er trug durch seine Paraden dazu bei, dass sich Lettland 2004 erstmals für ein großes Fußballturnier, der Fußball-Europameisterschaft in Portugal, qualifizieren konnte, wo sie allerdings ohne Sieg in der Vorrunde ausschieden. Vor Andrejs Pavlovs und Andrejs Piedels ging Koliņko damals als Nummer eins ins Turnier und kam in allen drei Begegnungen seiner Mannschaft zum Einsatz. Sein Debüt bei der EM gab der Torhüter am 15. Juni 2004 gegen die Auswahl Tschechiens. Nach einer 1:0-Führung wurde die Partie 1:2 verloren. Im Folgespiel gegen Deutschland blieb Koliņko unüberwindbar, sodass sich beide Teams unentschieden trennten.

## Erfolge

### Verein
- Lettischer Meister mit Skonto Riga: 1997, 1998, 1999, 2000
- Lettischer Pokalsieger mit Skonto Riga: 1997, 1998, 2000
- Baltic League mit FK Ventspils: 2010
- Russischer Meister mit Rubin Kasan: 2008

### Individuell
- Lettlands Fußballer des Jahres: 2006, 2014